# Ісан Юн
Ісан Юн (17 вересня 1917 — 3 листопада 1995) — композитор корейського походження, який зробив кар'єру в Західній Німеччині.

## Молодість і освіта
Юн народився в Санчхон (Сансей), Чосен (нині частина незалежної Південної Кореї) в 1917 році, син поета Юнь Кі-хен. Його сім'я переїхала в Тхоньйон (Toei), коли йому було три роки. Він почав вивчати скрипку у віці 13 років, після чого написав свою першу мелодію. Незважаючи на опір батька, Юн через два роки розпочав офіційну музичну підготовку разом зі скрипалем у військовому оркестрі в Кейдо (нинішній Сеул). Врешті-решт його батько поступився, коли Юн погодився вступити до бізнес-школи, продовжуючи навчання музики. 1935 року Юн переїхав до Осаки, де коротко вивчав віолончель, теорію музики та композицію в Музичному коледжі Осаки. Незабаром він повернувся до Тхоньйона, де написав «Пастушину пісню» для голосу та фортеп'яно. 1939 року Юн знову поїхав до Японії, цього разу до Токіо, щоб навчатися у Томодзіро Ікенучі. Коли почалася Тихоокеанська війна у грудні 1941 року, він повернувся до Кореї, де брав участь у корейському русі за незалежність. За цю діяльність він був заарештований 1943 року і був ув'язнений на два місяці. Юн був інтернований до Імператорської університетської лікарні Кейдо через ускладнення, спричинені туберкульозом, коли Корея була звільнена від японського панування в серпні 1945 року.
Після війни він займався добробутом, заснував дитячий будинок для сиріт на війні та викладав музику в Тонгєні та Пусані. Після припинення перемир'я в Корейській війні 1953 року він почав викладати в Сеульському національному університеті. 1955 року він отримав премію міста Сеула в галузі культури, а наступного року поїхав до Європи, щоб закінчити музичне навчання.
У Паризькій консерваторії (1956—1957) вивчав композицію під керівництвом Тоні Обен і П'єра Ревеля, Західному Берліні (1957—1959), а також у Берлінській музичній академії (нині Берлінський університет мистецтв) у Бориса Блахера, Йозефа Руфера та Райнхард Шварц-Шиллінг. 1958 року він відвідав міжнародні літні курси сучасної музики в Дармштадті і розпочав свою кар'єру в Європі прем'єрами своєї музики для семи інструментів у Дармштадті та п'яти п'єс для фортеп'яно у Більтовені. Прем'єра його ораторії «Om mani padme hum» у Ганновері 1965 року та «Реак» у Донауешінгені (1966) принесла йому міжнародну популярність. З «Réak» він ввів звукову ідею корейської церемоніальної музики, а також імітацію східно-азіатського ротового органу сангванван (корейська), шен (китайська) або шо (японська) у західну авангардистську музику.

## Викрадення
З жовтня 1959 року Юн жив у Крефельді, Фрайбурзі-на -Брайсгау та Кельні. За грант Фонду Форда 1964 року він разом із сім'єю оселився у Західному Берліні. Однак через нібито шпигунські дії він був викрадений південнокорейською спецслужбою із Західного Берліна 17 червня 1967 року. Через Бонн його доставили до Сеула. У в'язниці його катували, робили спробу самогубства, змушували зізнатися у шпигунстві, погрожували смертним вироком і у першій інстанції засудили до довічного ув'язнення. Всесвітню петицію під керівництвом Гюнтера Фройденберга та Френсіса Тревіса було представлено уряду Південної Кореї, підписаною приблизно 200 художниками, серед яких Луїджі Даллапіккола, Ганс Вернер Хенце, Гайнц Голліґер, Маурісіо Кагель, Герберт фон Караян, Джозеф Кейлберт, Отто Клемперер, Дьордж Лігеті, Арне Мельннас, Пер Норгард, Карлхайнц, Штокгаузен, Ігор Стравінський та Бернд Алоїс Циммерман. Юн був звільнений 23 лютого 1969 року, повернувшись до Західного Берліна наприкінці березня. 1971 року він отримав громадянство Німеччини. Він ніколи не повертався до Південної Кореї. З 1973 року він почав брати участь у закликах до демократизації Південної Кореї та возз'єднання розділеної країни.

## Викладання
Юн викладав композицію в Hochschule für Musik, Theatre und Medien Hannover (1969—1971) та в Hochschule der Künste у Західному Берліні (1977—1985).
Серед його учнів-Казухіса Акіта, Джоліон Бреттінгем Сміт, Ін-Чан Чое, Конрадо дель Росаріо, Раймонд Дін, Франсіско Ф. Фелісіано, Масанорі Фуджіта, Кіт Гіффорд, Холгер Грошопп, Тосіо Хосокава, Сухі Кан, Чунг-Гіл Кім, Вольфганг Клінгт Ервін Koch-Рафаель, Исао Мацусіта, Масахіро Міва, Мінако Танахаші, Масару Танака, Михайло Травлос, Юрген Фойгт.
Після 1979 року Юн кілька разів повертався до Північної Кореї, щоб представити нові західні композиційні техніки, а також власну музику. 1982 року в Пхеньяні відбувся перший фестиваль Ісанг Юнь. У 1984 році в Пхеньяні, Північна Корея, відкрився Музичний інститут імені Ісанг Юнь. Там був створений ансамбль під його ім'ям. Юнь пропагував ідею спільного концерту з участю музикантів з обох Корей у Панмунджомі, який провалився 1988 року, але південнокорейських артистів можна було запросити до Пхеньяну 1990 року.

## Членство та нагороди
- Член (1968) та Почесний член (1992) Freie Akademie der Künste, Гамбург
- Член (1973) Академії Кюнсте, Берлін
- Kieler Kulturpreis (1969)
- Командорський хрест ордена «За заслуги перед Федеративною Республікою Німеччина» (1988)
- Медаль Гете (1995)

## Праці
Усі композиції видаються Bote & Bock / Boosey & Hawkes, Берлін
Опери
- Der Traum des Liu-Tung (1965)
- Die Witwe des Schmetterlings (Вдова -метелик) (1967/68)
- Гейстерлібе (1971)
- Сім Тжонг (1971/72), написаний для Олімпіади в Мюнхені, з Вільямом Б. Мюрреєм

Вокал / хор
- Om mani padme hum для солі, хору та оркестру (1964)
- Ейн Шметтерлінгстраум для хору та перкусії (1968)
- Вом Тао для хору, органу та перкусії (1972/88)
- Пам'ять на три голоси та ударні (Du Mu, 1974)
- Ан дер Швелле для баріоне, жіночого хору, органу та ансамблю (Альбрехт Хаусхофер, 1975)
- Der Weise Mann для баритону, хору та малого оркестру (1977)
- Der Herr ist mein Hirte для тромбону та хору (Псалом 23 / Неллі Сакс, 1981)
- О Ліхт … для скрипки та хору (Буддизм / Неллі Сакс, 1981)
- Науй Данг, Науй Мінйокійо! (Моя земля, мій народ) для солі, оркестру та хору (південнокорейські поети, 1987)
- Енгель у Фламмені. Пам'ятка та епілог для оркестру, сопрано та жіночого хору (1994)
- Епілог для сопрано, жіночого хору та п'яти інструментів (1994)

Оркестра музика
- Симфонії
  - Симфонія No1 у чотирьох частинах (1982/83)
  - Симфонія No2 у трьох частинах (1984)
  - Симфонія № 3 в одному русі (1985)
  - Симфонія № 4 Im Dunkeln, співана у двох рухах (1986)
  - Симфонія No 5 для високого баритону з оркестром у п'яти частинах (Неллі Сакс, 1987)
  - Камерна симфонія № 1, для 2 гобоїв, 2 рогів і струнних (1987)
  - Камерна симфонія № 2 Den Opfern der Freiheit (1989)
- Бара для оркестру (1960)
- Симфонічна сцена для великого оркестру (1960)
- Колоїдні сонори для струнних (1961)
- Флуктуація для великого оркестру (1964)
- Реак для великого оркестру (1966)
- Розмір для оркестру та органу (1971)
- Концертанте Фігурен для малого оркестру (1972)
- Гармонія для 16 вітрів, арфи та перкусії (1974)
- Муак для великого оркестру (1978)
- Exemplum in memoriam Kwangju для великого оркестру (1981)
- Враження для маленького оркестру (1986)
- Мугунг-Донг (заклик) для духових, ударних та контрабаса (1986)
- Тапі для струнного оркестру (1987)
- Контурен для великого оркестру (1989)
- Сілла для оркестру (1992)

Концерти
- Концерт для скрипки No 1 (1981)
- Концерт для скрипки No 2 (1983—1986)
- Концерт для скрипки No 3 (1992)
- Концерт для віолончелі (1975/76)
- Концерт для флейти (1977)
- Концерт для кларнета (1981)
- Подвійний концерт для гобоя, арфи та камерного оркестру (1977)
- Фанфари та меморіал для оркестру з арфою та флейтою (1979)
- Гонг-Ху для арфи та струн (1984)
- Дуетто -концерт для гобоя, англійського валторни та струнних (1987)
- Концерт для гобоя (гобоя) з оркестром (1990)

Камерна музика (сім і більше гравців) / Ансамбль
- Музика для семи інструментів (1959)
- Лоян для ансамблю (1962)
- Концерт для ансамблю « П'єс» (1976)
- Октетт для кларнета (бас -кларнет), фагота, рогового та струнного квінтету (1978)
- Distanzen для десяти гравців (духовий та струнні квінтети) (1988)
- Kammerkonzert No 1 (1990)
- Kammerkonzert No 2 (1990)
- Духовий октет з контрабасом (1991)

Для одного інструменту
- П'ять п'єс для фортепіано (1958)
- Шао Ян Інь для цембало або фортепіано (1966)
- Звуки туя для органного соло (1967)
- Glissées für violoncello solo (1970)
- Пірі для гобоя соло (1971)
- Етюди IV для флейти (ів) соло (1974)
- Фрагмент для органу (1975)
- Тема Кеніглішеса для скрипки соло (1976)
- Соломо для соло альт -флейти (1977/78)
- Інтерлудій А для фортепіано (1982)
- Монолог для бас -кларнета (1983)
- Монолог для фаготу соло (1983/84)
- Лі-На ім-Гартен. П'ять п'єс для скрипки соло (1984/85)
- In Balance для соло арфи (1987)
- Контрасте . Дві п'єси для скрипки соло (1987)
- Сорі для флейти соло (1988)
- Китайська Білдер . Чотири п'єси для флейти або диктофона соло (1993)
- Сім етюдів для сольного віолончело (1993)

Для двох інструментів
- Гарак для флейти та фортепіано (1963)
- Газа для скрипки та фортепіано (1963)
- Нор для віолончелі та фортепіано (1964)
- Ріуль для кларнета і фортепіано (1968)
- Дует для альта та фортепіано (1976)
- Espace I для віолончелі та фортепіано (1992)
- Винахід для 2 гобоїв (1983)
- Винахід для 2 флейт (1983; обр. 1984)
- Сонатина для 2 скрипок (1983)
- Дует для віолончелі та арфи (1984)
- Intermezzo для віолончелі та акордеона (1988)
- Споглядання для 2 альта (1988)
- Руф для гобоя та арфи (1989)
- Разом для скрипки та контрабаса (1989)
- Соната для скрипки та фортепіано (1991)
- Ost-West-Miniaturen I—II для гобоя та віолончелі (1994)

Для трьох інструментів
- Гагок для голосу, гітари та перкусії (1972)
- Тріо для флейти, гобоя та скрипки (1972/73)
- Фортепіанне тріо (1972/75)
- Ронделл для гобоя, кларнета та фагота (1975)
- Соната для гобоя (гобой d'amore), арфи та віолончелі (або альта) (1979)
- Ренконтре для кларнета, віолончелі та фортепіано (або арфи) (1986)
- Pezzo fantasioso для двох (мелодійних) інструментів та басового інструменту ad libitum (1988)
- Тріо для кларнета, фагота та рогу (1992)
- Espace II для гобоя, віолончелі та арфи (1993)

Чотири інструменти
- Струнний квартет No3 у трьох рухах (1959)
- Зображення для флейти, гобоя, скрипки та віолончелі (1968)
- Новельєтка для флейти та арфи зі скрипкою та віолончелем (1980)
- Квартет для флейт (1986)
- Квартет для флейти, скрипки, віолончелі та фортепіано (1988)
- Струнний квартет No4 у двох рухах (1988)
- Квартет для валторни, труби, тромбону та фортепіано (1992)
- Струнний квартет No 5 одним рухом (1990)
- Струнний квартет No6 у чотирьох рухах (1992)
- Квартет для гобоя та струнного тріо (1994)

П'ять інструментів
- Концертино для акордеона та струнного квартету (1983)
- Квартет кларнета No1 для кларнета та струнного квартету (1984)
- Квінтет флейти для флейти та струнного квартету (1986)
- Тапі для струнного квінтету (1987)
- Festlicher Tanz для духового квінтету (1988)
- Духовий квінтет I та II (1991)
- Квінтет No 2 (1994)

## Основна бібліографія
- Гінріх Бергмайєр (ред.): Ісанг Юн. Festschrift zum 75. Geburtstag 1992. Bote & Bock, Berlin 1992. містить: Walter-Wolfgang Sparrer: Identität und Wandel. Zu den Streichquartetten III—VI. pp. 28 .
- Ae-Kyung Choi: Einheit und Mannigfaltigkeit. Eine Studie zu den fünf Symphonien von Isang Yun. (= Berliner Musik Studien. Том 25). Студія Verlag, Sinzig 2002.
- Insook Han: Interkulturalität in der neuen Musik Koreas. Integration und Hybridität in der Musik von Isang Yun und Byungki Hwang. (Studien zur Musikwissenschaft. Том 23). Дисертація, Universität Graz 2009, Verlag Dr. Kovac, Гамбург 2011.
- Ганс-Вернер Гайстер, Вальтер-Вольфганг Спарер (ред.): Der Komponist Isang Yun. текст видання + критик, Мюнхен 1987. (містить більше 30 статей про Ісанг Юна, Зальцбурзьку конференцію Ісанг Юна «Über meine Musik», хронологію творів Юна, бібліографію, дискографію). — Корейська редакція: Hang'il, Сеул 1991. — італійське видання: Ісанг Юн. Музика nello spirito del Tao. Рікорді, Мілан 2007.
- Кейт Говард: Музика по всій території DMZ, у творах Джона Моргана О'Коннелла, Салва Ель-Шаван Кастело-Бранко (ред.): Музика в конфлікті. University of Illinois Press, Indiana 2010, S. 67–88.
- Кунц, Х .: «Юн, Ісанг» у Grove Music Online [Архівовано 21 липня 2007 у WebCite]
- Юрген Мейдер, Конвергенція музичних структурних структур. Zur Geschichte унд Klassifizierung дер Klangfelder в ден Partituren Isang Yuns в: Musiktheorie, 7/1992, стор. 151–166.
- MusikTexte. Nr. 62/63. Köln, січень 1996 р. (Містить 17 статей про Юнь).
- Луїза Рінсер, Ісанг Юн: Der verwundete Drache. Dialog über Leben und Werk des Komponisten Isang Yun. С. Фішер, Франкфурт, 1977 рік.
- Гезіне Шредер : … fremden Raum betreten. Zum Europäischen in Yuns Musik. Вища школа музики та театру «Фелікс Мендельсон Бартольді», Лейпциг 2001/2011. (онлайн)
- Вальтер-Вольфганг Спарер: Ісанг Юн. В: Ханнс-Вернер Гайстер, Вальтер-Вольфганг Спарер (ред.): Komponisten der Gegenwart . текст видання + критик, München 1992ff.
- Вальтер-Вольфганг Спарер/Ганс-Вернер Гайстер (ред.): Der Komponist Isang Yun, Text edition + kritik, 2. edition Munich 1992.
- Вальтер-Вольфганг Спарер (ред.): Ssi-ol. Almanach 1997 der Internationalen Isang Yun Gesellschaft e. В. Берлін 1997.
- Вальтер-Вольфганг Спарер (ред.): Ssi-ol. Альманах 1998/99 рр. Від міжнародної організації Isang Yun Gesellschaft e. В. текст видання + критик, Мюнхен 1999.
- Вальтер-Вольфганг Спарер (ред.): Ssi-ol. Almanach 2000/01 від Міжнародного товариства Isang Yun Gesellschaft e. В. текст видання + критик, Мюнхен 2002.
- Вальтер-Вольфганг Спарер (ред.): Ssi-ol. Almanach 2002/03 від Міжнародного товариства Isang Yun Gesellschaft e. В. текст видання + критик, Мюнхен 2004.
- Вальтер-Вольфганг Спарер (ред.): Ssi-ol. Almanach 2004/09 від Міжнародного товариства Isang Yun Gesellschaft e. В. текст видання + критик, Мюнхен 2009.
- Вальтер-Вольфганг Спарер: «Im Dunkeln singen…» Луїза Рінсер та Ісанг Юн, у: Хосе Санчес де Мурільо/Мартін Тернер (ред.): Aufgang. Jahrbuch für Denken — Dichten — Musik, vol 9, Kohlhammer, Stuttgart 2012, pp. 104–121.
- Ілля Стефан: Ісанг Юн. Die fünf Symphonien, ред. Heinz-Klaus Metzger/Rainer Riehn, Text edition + kritik, München 2000 (= Musik-Konzepte, т. 109/110).
- Шін-Хян Юн: Звінь Цвей Музика. Studien zum musikalischen Denken Isang Yuns. Königshausen & Neumann, Würzburg 2002.